# Montpellier
Montpellier es una ciudad del sur de Francia, en la región de Occitania y capital del departamento de Hérault. Está cruzada por dos ríos: el Lez al este, y el Mosson al oeste. Según los datos de 2009 contaba con una población de 287 392 habitantes, que si se incluía el área metropolitana sumaban 607 857 habitantes (2016).
En 2007 era la octava ciudad del país por su población intra-muros, siendo una de las pocas ciudades de más de 100 000 habitantes cuya población ha aumentado de forma ininterrumpida desde hace cincuenta años, periodo en el que ha doblado su población. Desde el 2006 hasta hoy Montpellier gana 12 000 habitantes anuales.

## Geografía
Limita: al norte con las comunas de Saint Clement de Riviere, Montferrier-sur-Lez y Clapiers; al noreste con la comuna de Castelnau le-Lez; al sur con la comuna de Lattes; al suroeste con la comuna de Saint Jean de Vedas; al oeste con la comuna de Juvignac; y al noroeste con la comuna de Grabels.
La ciudad está situada sobre un terreno ondulado, a 10 km de la costa mediterránea, a orillas del río Lez. El origen del nombre de la ciudad, Monspessulanus en el latín del siglo XII, es desconocido, y se le ha querido dar varios significados como monte pelado, monte de la colina, monte de las especias, monte pedregoso, etc.

## Clima
| Parámetros climáticos promedio de Montpellier (Aeropuerto de Montpellier-Méditerranée), normales 1991–2020, extremos 1946–presente | Parámetros climáticos promedio de Montpellier (Aeropuerto de Montpellier-Méditerranée), normales 1991–2020, extremos 1946–presente | Parámetros climáticos promedio de Montpellier (Aeropuerto de Montpellier-Méditerranée), normales 1991–2020, extremos 1946–presente | Parámetros climáticos promedio de Montpellier (Aeropuerto de Montpellier-Méditerranée), normales 1991–2020, extremos 1946–presente | Parámetros climáticos promedio de Montpellier (Aeropuerto de Montpellier-Méditerranée), normales 1991–2020, extremos 1946–presente | Parámetros climáticos promedio de Montpellier (Aeropuerto de Montpellier-Méditerranée), normales 1991–2020, extremos 1946–presente | Parámetros climáticos promedio de Montpellier (Aeropuerto de Montpellier-Méditerranée), normales 1991–2020, extremos 1946–presente | Parámetros climáticos promedio de Montpellier (Aeropuerto de Montpellier-Méditerranée), normales 1991–2020, extremos 1946–presente | Parámetros climáticos promedio de Montpellier (Aeropuerto de Montpellier-Méditerranée), normales 1991–2020, extremos 1946–presente | Parámetros climáticos promedio de Montpellier (Aeropuerto de Montpellier-Méditerranée), normales 1991–2020, extremos 1946–presente | Parámetros climáticos promedio de Montpellier (Aeropuerto de Montpellier-Méditerranée), normales 1991–2020, extremos 1946–presente | Parámetros climáticos promedio de Montpellier (Aeropuerto de Montpellier-Méditerranée), normales 1991–2020, extremos 1946–presente | Parámetros climáticos promedio de Montpellier (Aeropuerto de Montpellier-Méditerranée), normales 1991–2020, extremos 1946–presente | Parámetros climáticos promedio de Montpellier (Aeropuerto de Montpellier-Méditerranée), normales 1991–2020, extremos 1946–presente |
| Mes | Ene. | Feb. | Mar. | Abr. | May. | Jun. | Jul. | Ago. | Sep. | Oct. | Nov. | Dic. | Anual |
| --- | --- | --- | --- | --- | --- | --- | --- | --- | --- | --- | --- | --- | --- |
| Temp. máx. abs. (°C) | 21.2 | 23.6 | 27.4 | 30.4 | 35.1 | 43.5 | 37.6 | 37.7 | 36.3 | 31.8 | 27.1 | 22.0 | 43.5 |
| Temp. máx. media (°C) | 12.0 | 13.1 | 16.4 | 18.7 | 22.6 | 26.9 | 29.5 | 29.3 | 25.2 | 20.7 | 15.7 | 12.5 | 20.2 |
| Temp. media (°C) | 7.6 | 8.3 | 11.4 | 13.9 | 17.8 | 21.8 | 24.4 | 24.1 | 20.2 | 16.4 | 11.6 | 8.3 | 15.5 |
| Temp. mín. media (°C) | 3.3 | 3.5 | 6.4 | 9.2 | 12.9 | 16.7 | 19.3 | 19.0 | 15.2 | 12.2 | 7.4 | 4.1 | 10.8 |
| Temp. mín. abs. (°C) | -15.0 | -17.8 | -9.6 | -1.7 | 0.6 | 5.4 | 8.4 | 8.2 | 3.8 | -0.7 | -5.0 | -12.4 | -17.8 |
| Precipitación total (mm) | 56.2 | 39.2 | 41.5 | 55.8 | 44.0 | 32.9 | 17.1 | 35.9 | 86.7 | 94.7 | 78.1 | 57.1 | 639.2 |
| Días de precipitaciones (≥ 1.0 mm)                                                                                                 | 5.8 | 4.1 | 4.6 | 5.8 | 5.2 | 3.6 | 2.5 | 3.4 | 4.5 | 6.2 | 6.7 | 5.5 | 57.8 |
| Días de nevadas (≥ 1 mm) | 0.7 | 0.4 | 0.1 | 0.0 | 0.0 | 0.0 | 0.0 | 0.0 | 0.0 | 0.0 | 0.1 | 0.2 | 1.5 |
| Horas de sol | 145.6 | 170.1 | 218.8 | 228.6 | 271.4 | 315.7 | 344.8 | 305.1 | 246.6 | 175.5 | 145.7 | 137.4 | 2705.2 |
| Humedad relativa (%) | 75 | 73 | 68 | 68 | 70 | 66 | 63 | 66 | 72 | 77 | 75 | 76 | 70.8 |
| Fuente n.º 1: Meteo France (días con nieve 1981–2010)                                                                              | | | | | | | | | | | | | |
| Fuente n.º 2: Infoclimat.fr (humedad 1961–1990)                                                                                    | | | | | | | | | | | | | |

## Historia
Montpellier es una ciudad muy joven en comparación con otras grandes ciudades de la región como Nimes, Narbona, Béziers y Carcasona que fueron creadas en su mayor parte en la época romana. Montpellier fue fundada en el siglo VIII. Durante la Edad Media, la vecina ciudad de Magalona era la ciudad principal de la zona, pero los frecuentes ataques piratas favorecieron un asentamiento más interior. Hasta el siglo X no adquirió cierta importancia, cuando se convirtió en un centro comercial para los condes de Tolosa. Gracias a su situación geográfica, el siglo XII representa el principio de un desarrollo cultural y económico para la ciudad, convirtiéndose en una importante ciudad mercantil. Entre 975 y 1349 fue la capital del señorío de Montpellier, primero bajo la dinastía de los Guillermos (Guilhem en occitano), y posteriormente de la Corona de Aragón.

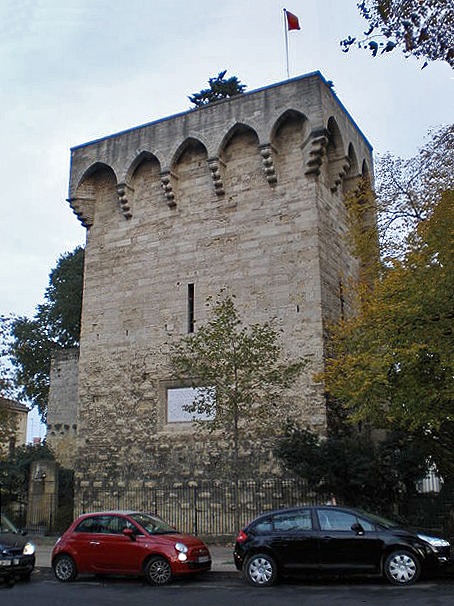
La Torre de los Pinos, del.

Montpellier pasó a formar parte de la Corona de Aragón tras la boda de Pedro II de Aragón con María de Montpellier en 1204, cuyo hijo, Jaime, nació en la ciudad en 1208. Tras la muerte de Jaime I, el Señorío de Montpellier pasó a formar parte del Reino de Mallorca, hasta que en 1349, Jaime III de Mallorca lo vendió junto a sus otras posesiones en Occitania al rey francés Felipe VI para recaudar fondos en su guerra contra Pedro IV de Aragón, momento en el que pasó definitivamente a la Corona francesa. Médicos judíos crearon la Escuela de Medicina a principios del siglo XIII. La Universidad fue creada el 26 de octubre de 1289. La sede del obispado de Magalona fue trasladada en el año 1536 a Montpellier. 

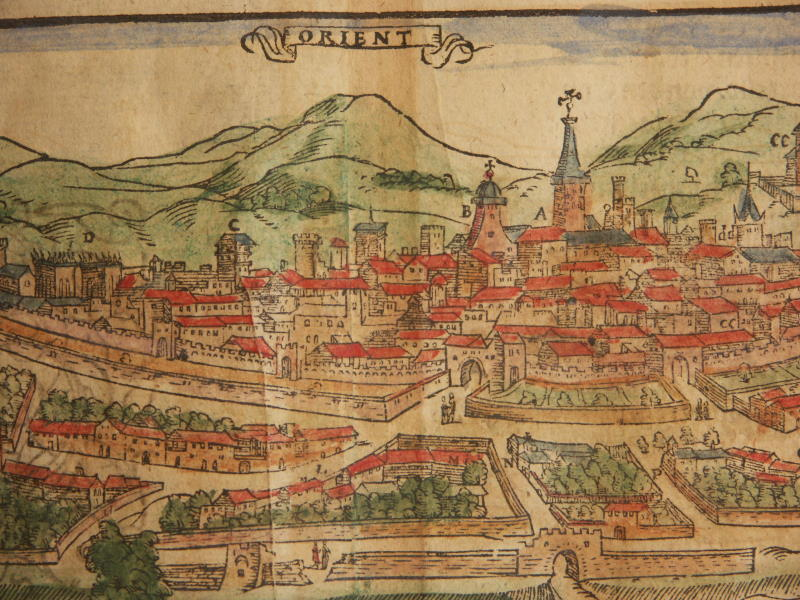
Detalle de una vista de la ciudad en la Cosmographia de Sebastian Münster

Durante la época de la Reforma protestante, muchos de sus habitantes eran hugonotes, nombre con el que se conocía en Francia a los calvinistas. La ciudad fue un feudo de la resistencia protestante frente a la Corona francesa, de tendencia católica. En 1622, el rey Luis XIII de Francia tomó la ciudad tras un asedio de veinte meses.
Durante el siglo XIX, la ciudad se desarrolló industrialmente convirtiéndose en un importante centro de la región.
En esta capital de región tuvo lugar la llamada entrevista de Montpellier, entre los generales Francisco Franco y Philippe Pétain, presidente de la Francia de Vichy, el primero estaba de paso por la ciudad ya que se incluía en la ruta de regreso del tren tras la entrevista de Bordighera con Mussolini.

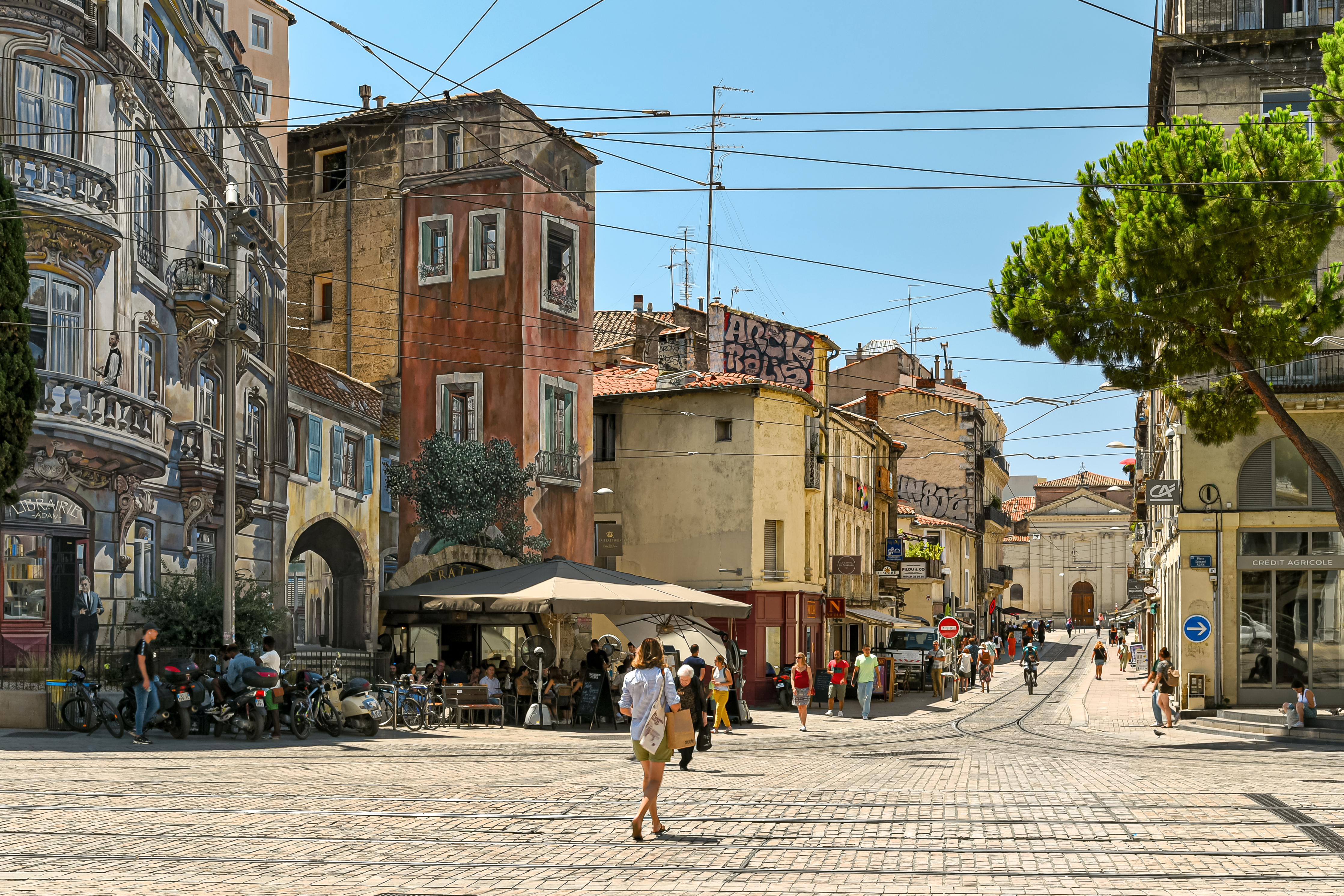
Plaza en Montpellier en la actualidad

La ciudad fue bombardeada varias veces durante la Segunda Guerra Mundial:
- 27 de enero de 1944: Bombardeo del aeródromo de Montpellier-Fréjorgues por la 15th USAAF.
- 27 de mayo de 1944: Segundo bombardeo del aeródromo de Montpellier-Fréjorgues por la 15th USAAF.
- 5 de julio de 1944: Bombardeo de la estación de formación por la 15th USAAF.
- 17 de agosto de 1944: Bombardeo del puente de Pavie por la 12th USAAF.
- 24 de agosto de 1944: Segundo bombardeo del puente de Pavie por la 12th USAAF.

En la década de 1960, la población sufrió un incremento notable debido a la llegada de los habitantes de la antigua colonia francesa de Argelia, que abandonaron el país tras la independencia del país magrebí.

## Patrimonio

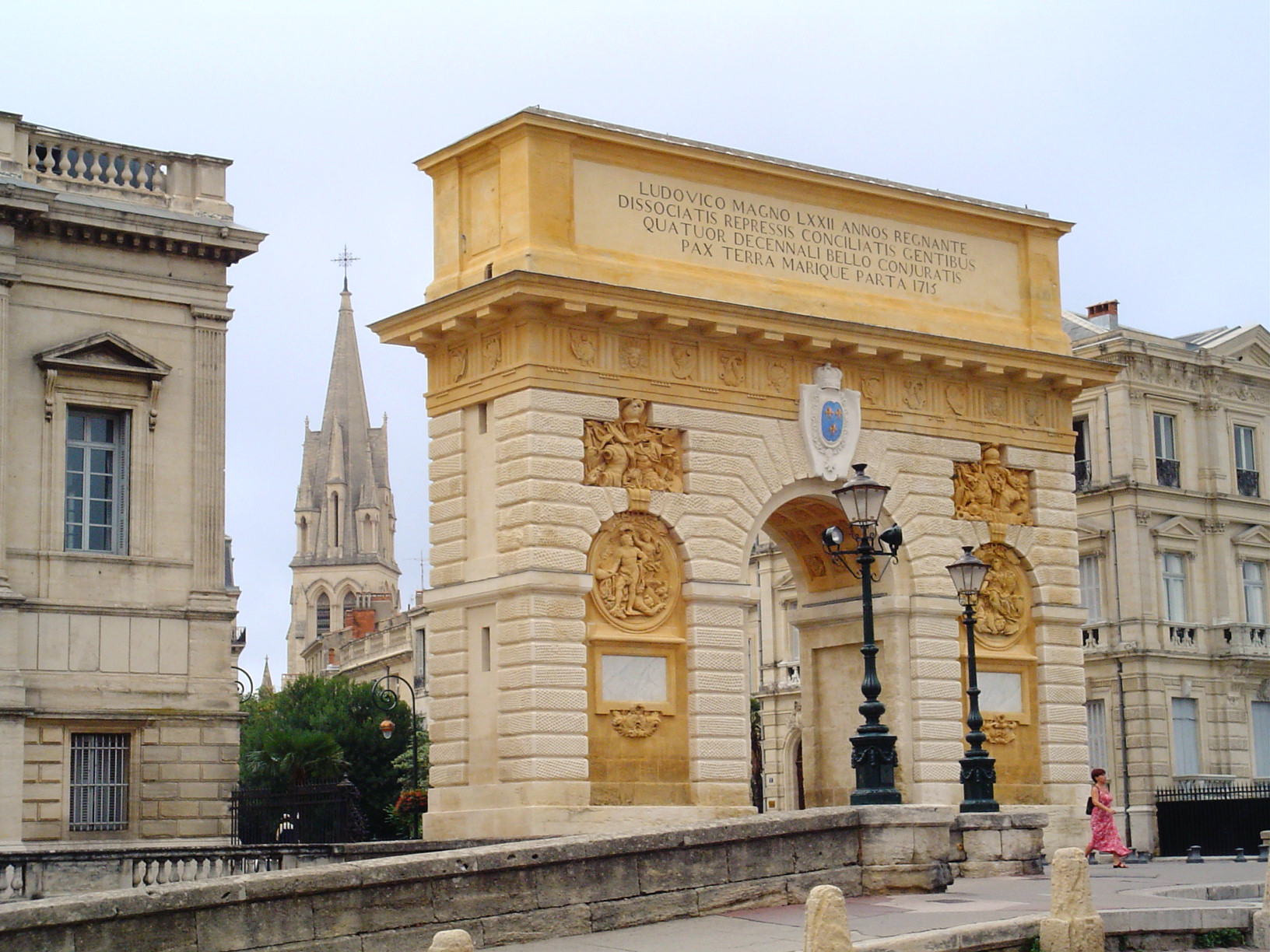
Arco del Triunfo

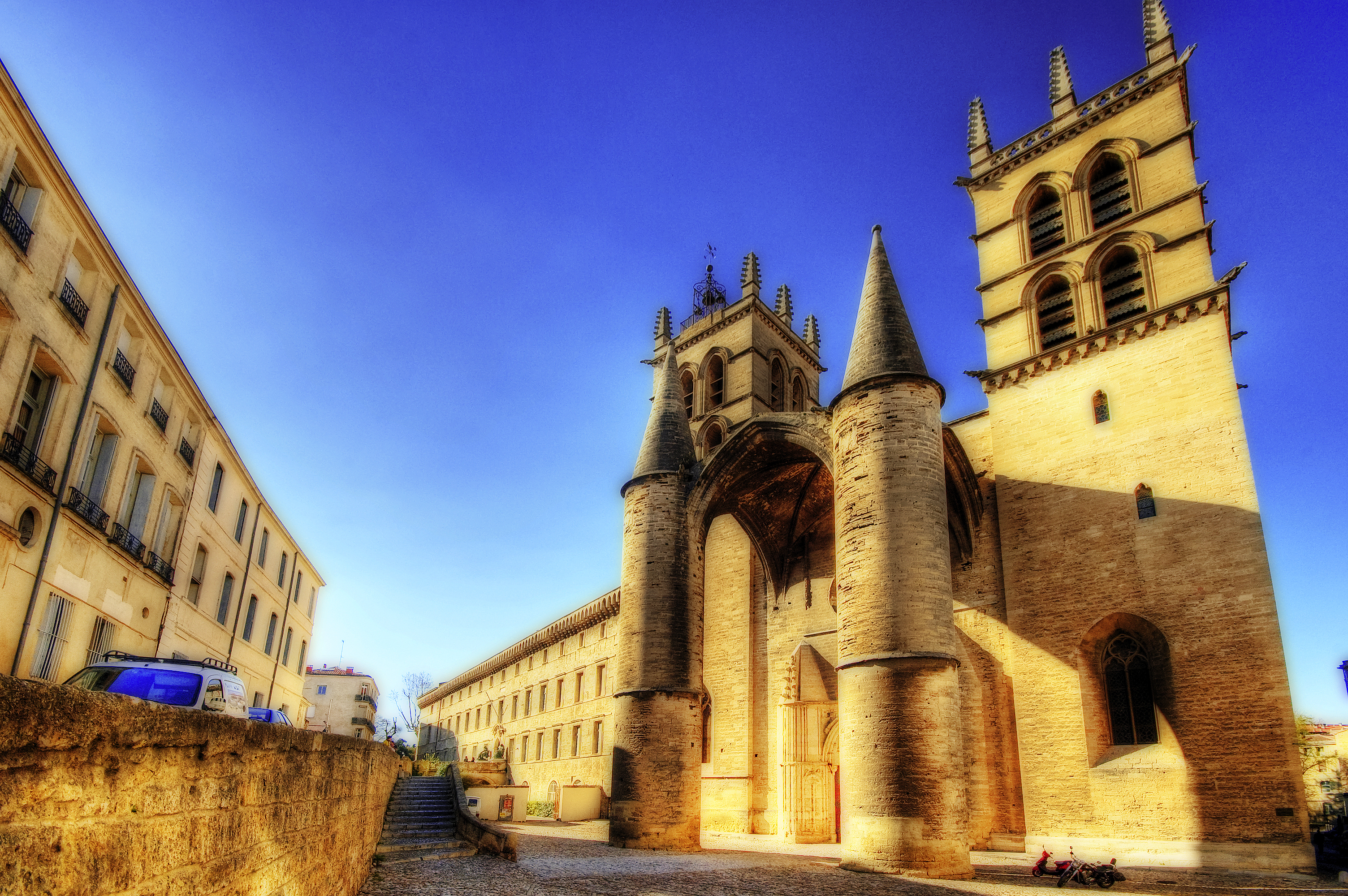
La catedral de San Pedro, con su inusual pórtico

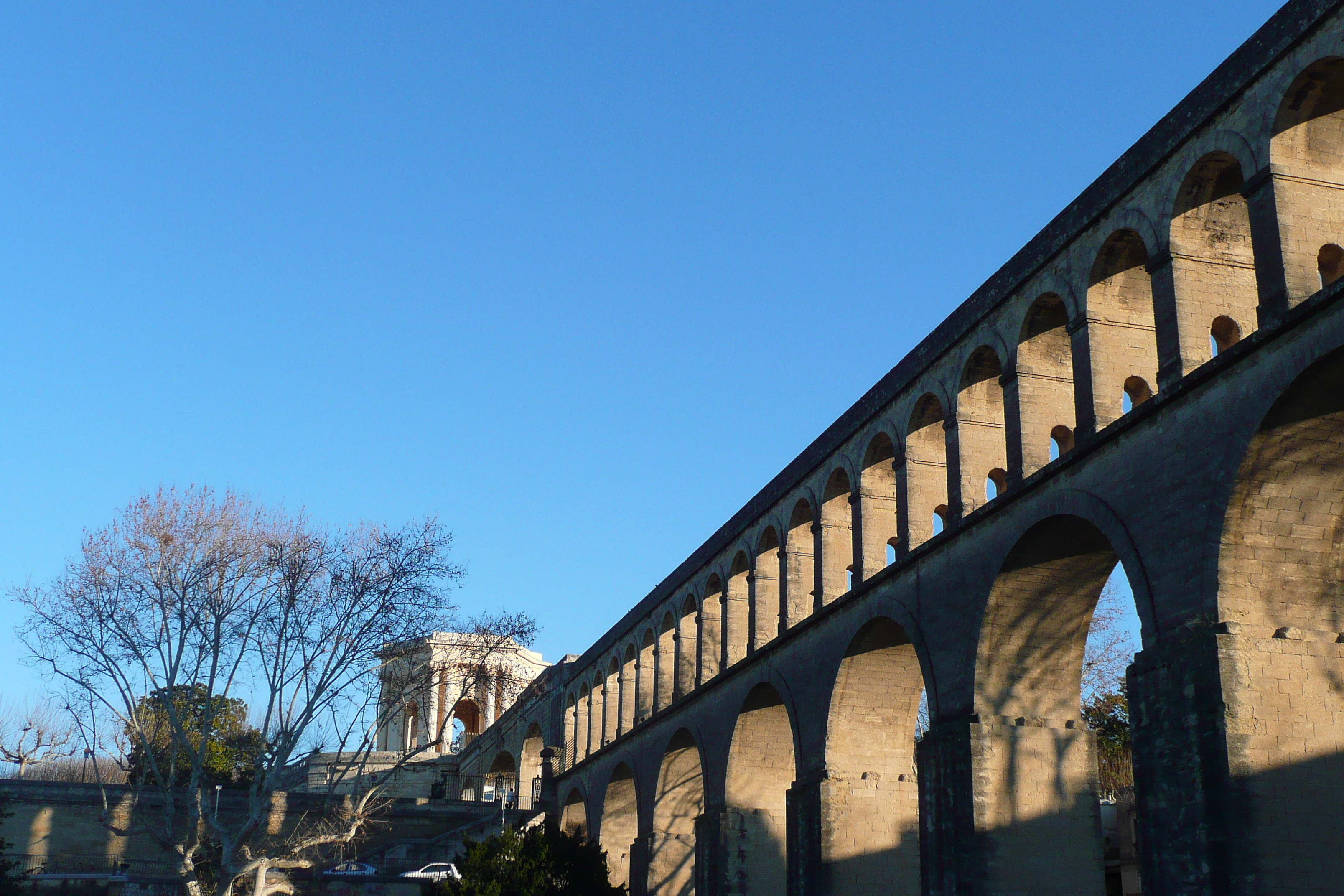
El acueducto de San Clemente

Montpellier tiene 106 edificios clasificados o inscritos como monumento histórico (el 19 % de los edificios históricos del departamento), siendo los principales:
- el museo Fabre, que debe su nombre al pintor F. X. Fabre, que alberga notables obras pictóricas, desde el Barroco hasta el Realismo y posteriores: Nicolas Poussin, Rubens, Zurbarán, Delacroix...;
- la catedral de San Pedro, del siglo XIV, caracterizada sobre todo por su inusual pórtico;
- la puerta del Peyrou, de 1691 y de estilo dórico, con relieves posteriores que glorifican al rey Luis XIV de Francia;
- el Jardin des Plantes, fundado en 1593, el primer jardín botánico de Francia;
- el acueducto de San Clemente, del siglo XVIII, con una longitud de 880 metros y con dos órdenes de arcos. Transcurre por el barrio de Les Arceaux y servía para llevar agua desde la fuente de San Clemente a la ciudad, que distaban 14 km. El acueducto desembocaba en un gran depósito situado cerca del Arco del Triunfo, desde donde el agua era redistribuida hacía las fuentes de la ciudad y los lavaderos públicos;
- la Facultad de Medicina de Montpellier, la más antigua en actividad del mundo (la de Salerno desapareció a principios del siglo XIX). Existe en la práctica desde el siglo XII, aunque su primer marco institucional lo obtuvo en el año 1220. Hoy en día pertenece a la universidad de Montpellier, llamada Université Montpellier I. En su seno estudiaron personajes ilustres tales como Nostradamus, François Rabelais, Arnau de Vilanova, Ramon Llull, Guy de Chauliac o Guillaume Rondelet entre otros.

Y construida en época reciente, el área de Antigone, un espacio público obra del arquitecto español Ricardo Bofill y ejecutado por Ricardo Bofill Taller de Arquitectura.

## Enseñanza superior
La Universidad de Montpellier es una de las más antiguas de la república francesa; la ciudad fue uno de los principales centros del saber del Medioevo francés. La universidad fue fundada en 1220 por el cardenal Conrad y confirmada por el papa Nicolás IV en una bula en 1289. La universidad fue suprimida durante la Revolución francesa y restablecida en 1896.
Actualmente, Montpellier cuenta con tres universidades herederas de la pionera y con diversas escuelas politécnicas superiores, públicas y privadas.
- E-Artsup
- École pour l'informatique et les nouvelles technologies
- École nationale de l'aviation civile
- Institut supérieur européen de formation par l'action
- Montpellier Business School
- Universidad Montpellier I
- Universidad Montpellier II
- Universidad Montpellier III o Universidad Paul-Valéry.
- Alianza Francesa Montpellier

## Deportes
| Equipo                             | Deporte   | Competición                | Estadio                            | Creación |
| ---------------------------------- | --------- | -------------------------- | ---------------------------------- | -------- |
| Montpellier Hérault Sport Club     | Fútbol    | Ligue 1                    | Stade de la Mosson                 | 1919     |
| Montpellier Hérault Rugby Club     | Rugby     | Top 14                     | Stade Yves-du-Manoir (Montpellier) | 1986     |
| Montpellier Agglomération Handball | Balonmano | Liga francesa de balonmano | Arena Montpellier                  | 1982     |

## Demografía
| 32 897 | 32 723 | 33 264 | 35 123 | 36 029 | 35 506 | 40 746 | 45 828 | 45 811 | 49 737 | 51 865 | 55 606 | 57 727 | 55 258 | 56 005 | 56 765 | 69 258 | 73 931 |
| Para los censos de 1962 a 1999 la población legal corresponde a la población sin duplicidades (Fuente: INSEE [Consultar]) |        |        |        |        |        |        |        |        |        |        |        |        |        |        |        |        |        |

| 75 950 | 77 114 | 80 230 | 81 548 | 82 819 | 86 924 | 90 787 | 93 102 | 97 501 | 118 864 | 161 910 | 191 354 | 197 231 | 207 996 | 225 392 | 251 634 | 264 538 | 287 351 |
| Para los censos de 1962 a 1999 la población legal corresponde a la población sin duplicidades (Fuente: INSEE [Consultar]) |        |        |        |        |        |        |        |        |         |         |         |         |         |         |         |         |         |

## Ciudades hermanadas
- Barcelona (España)
- Salerno (Italia)
- Chengdu (China)
- Fez (Marruecos)
- Heidelberg (Alemania)
- Louisville (Estados Unidos)
- Tiberíades (Israel)
- Tlemcen (Argelia)